# Stazione meteorologica di Ancona Monte Cappuccini
La stazione meteorologica di Ancona Monte Cappuccini è la stazione meteorologica di riferimento relativa alla città di Ancona.

## Storia
La stazione meteorologica venne attivata come stazione pluviometrica nel 1902 e come stazione termometrica nel 1911 presso il semaforo marittimo di Ancona, situato sul promontorio di monte Cappuccini. Tuttavia, la sua inaugurazione ufficiale risale al 1914.
Inizialmente gestita dalla Regia Marina, la stazione meteorologica entrò in seguito a far parte della rete di stazioni del Servizio meteorologico dell'Aeronautica Militare. Tra il  1927 e il  1964 i dati termometrici e pluviometrici vennero pubblicati anche negli annali idrologici del compartimento di Bologna del Ministero dei lavori pubblici.
La stazione meteorologica presidiata rimase in funzione fino al 30 giugno 1978, per poi essere dismessa. Tuttavia, il 2 febbraio 2001 è stata attivata una stazione automatica DCP presso l'Ammiragliato della Marina Militare a monte Pulito, sempre in area urbana e non lontano dall'originaria ubicazione, che continua a registrare i dati meteorologici emettendo messaggi SYNOP a cadenza oraria.

## Caratteristiche
L'attuale stazione meteorologica è una stazione automatica DCP del Servizio meteorologico dell'Aeronautica Militare, situata nell'Italia centrale, nelle Marche, nel comune di Ancona, a 142 m s.l.m. e alle coordinate geografiche 43°36′41″N 13°31′30″E.
L'attuale stazione meteorologica DCP sostituisce la precedente stazione meteorologica presidiata di monte Cappuccini, che era ubicata a 104 m s.l.m. e alle coordinate geografiche 43°37′23″N 13°30′56″E), che ha funzionato tra il 1911 e il 1978.

## Medie climatiche ufficiali

### Dati climatologici 1951-1980
In base alla media trentennale 1951-1980, la temperatura media del mese più freddo, gennaio, si attesta attorno ai +5,9 °C; quella del mese più caldo, luglio, è di circa +23,7 °C.
Nel periodo  1951-1980, le precipitazioni medie annue si attestano a 762 mm, con moderato picco in autunno e minimo relativo in estate.
L'eliofania assoluta media annua si attesta al valore di 5,8 ore giornaliere, con minimo di 2,1 ore giornaliere a dicembre e a gennaio e massimo di 10,1 ore giornaliere a luglio; la radiazione solare globale media annua fa registrare il valore di 1.458,8 cMJ/m², con minimo di 402 cMJ/m² a dicembre e massimo di 2.592 cMJ/m² a luglio.
La pressione atmosferica media annua normalizzata al livello del mare è di 1015,3 hPa, con massimo di 1018 hPa ad ottobre e minimo di 1013 hPa ad aprile
La direzione prevalente del vento è di levante tra aprile e settembre, di ponente tra ottobre e gennaio, di maestrale a febbraio e a marzo..
| Ancona Monte Cappuccini (1951-1980)                  | Mesi  | Mesi  | Mesi  | Mesi  | Mesi  | Mesi  | Mesi  | Mesi  | Mesi  | Mesi  | Mesi  | Mesi  | Stagioni | Stagioni | Stagioni | Stagioni | Anno    |
| Ancona Monte Cappuccini (1951-1980)                  | Gen   | Feb   | Mar   | Apr   | Mag   | Giu   | Lug   | Ago   | Set   | Ott   | Nov   | Dic   | Inv      | Pri      | Est      | Aut      | Anno    |
| ---------------------------------------------------- | ----- | ----- | ----- | ----- | ----- | ----- | ----- | ----- | ----- | ----- | ----- | ----- | -------- | -------- | -------- | -------- | ------- |
| T. max. media (°C)                                   | 8,4   | 9,7   | 12,1  | 15,8  | 20,1  | 24,0  | 27,0  | 26,7  | 23,4  | 18,6  | 14,1  | 9,8   | 9,3      | 16,0     | 25,9     | 18,7     | 17,5    |
| T. min. media (°C)                                   | 3,4   | 4,5   | 6,6   | 9,9   | 14,0  | 17,8  | 20,4  | 20,4  | 17,6  | 13,4  | 9,2   | 5,0   | 4,3      | 10,2     | 19,5     | 13,4     | 11,9    |
| Precipitazioni (mm)                                  | 66,9  | 56,6  | 63,1  | 55,6  | 55,3  | 50,0  | 47,1  | 65,9  | 74,0  | 74,2  | 78,9  | 75,0  | 198,5    | 174,0    | 163,0    | 227,1    | 762,6   |
| Eliofania assoluta (ore al giorno)                   | 2,1   | 3,5   | 4,5   | 6,4   | 8,3   | 8,8   | 10,1  | 9,1   | 6,9   | 5,0   | 2,6   | 2,1   | 2,6      | 6,4      | 9,3      | 4,8      | 5,8     |
| Radiazione solare globale media (centesimi di MJ/m²) | 447   | 774   | 1 236 | 1 794 | 2 290 | 2 469 | 2 592 | 2 217 | 1 661 | 1 060 | 564   | 402   | 1 623    | 5 320    | 7 278    | 3 285    | 17 506  |
| Pressione a 0 metri s.l.m. (hPa)                     | 1 017 | 1 015 | 1 015 | 1 013 | 1 014 | 1 015 | 1 014 | 1 014 | 1 017 | 1 018 | 1 016 | 1 016 | 1 016    | 1 014    | 1 014,3  | 1 017    | 1 015,3 |
| Vento (direzione-m/s)                                | W 0   | NW 0  | NW 0  | E 0   | E 0   | E 0   | E 0   | E 0   | E 0   | W 0   | W 0   | W 0   | 0        | 0        | 0        | 0        | 0       |

## Valori estremi

### Temperature estreme mensili dal 1927 al 1978
Nella tabella sottostante sono riportati i valori delle temperature estreme mensili registrate presso la stazione meteorologica dal 1927 al 1978. Nel periodo esaminato, la temperatura minima assoluta ha toccato i -7,1 °C nel febbraio 1940, mentre la massima assoluta ha raggiunto i +38,9 °C nel luglio 1968 (va tuttavia precisato che negli anni 80 e 90 la stazione meteorologica risultava inattiva).
| Ancona Monte Cappuccini (1927-1978) | Mesi        | Mesi        | Mesi        | Mesi        | Mesi        | Mesi        | Mesi        | Mesi        | Mesi        | Mesi        | Mesi        | Mesi        | Stagioni | Stagioni | Stagioni | Stagioni | Anno |
| Ancona Monte Cappuccini (1927-1978) | Gen         | Feb         | Mar         | Apr         | Mag         | Giu         | Lug         | Ago         | Set         | Ott         | Nov         | Dic         | Inv      | Pri      | Est      | Aut      | Anno |
| ----------------------------------- | ----------- | ----------- | ----------- | ----------- | ----------- | ----------- | ----------- | ----------- | ----------- | ----------- | ----------- | ----------- | -------- | -------- | -------- | -------- | ---- |
| T. max. assoluta (°C)               | 19,3 (1939) | 20,0 (1977) | 25,1 (1952) | 27,5 (1947) | 32,2 (1934) | 32,4 (1935) | 38,9 (1968) | 36,5 (1947) | 34,5 (1946) | 30,0 (1932) | 27,2 (1963) | 20,0 (1937) | 20,0     | 32,2     | 38,9     | 34,5     | 38,9 |
| T. min. assoluta (°C)               | −6,5 (1947) | −7,1 (1940) | −5,0 (1971) | 1,8 (1931)  | 5,7 (1942)  | 10,0 (1932) | 12,8 (1970) | 12,8 (1969) | 9,0 (1931)  | 3,6 (1941)  | 1,0 (1973)  | −5,0 (1927) | −7,1     | −5,0     | 10,0     | 1,0      | −7,1 |